# USS Angler (SS-240)
«Енглер» (англ. USS Angler (SS-240)) — підводний човен військово-морських сил США типу «Гато», що брав участь у бойових діях Другої світової війни.
Човен спорудила компанія General Dynamics Electric Boat на верфі у Гротоні, штат Коннектикут. Після проходження випробувань поблизу Нью-Лондону (Коннектикут) та Ньюпорту (Род-Айленд) «Енглер» перейшов до Флориди, а 27 листопада 1943 року вирушив до Перл-Гарбору.

## Походи
Усього човен здійснив сім бойових походів.

### 1-й похід
10 січня 1944-го «Енглер» вирушив на патрулювання і в кінці того ж місяця під час атаки на японський конвой північніше від Маріанських островів (на південний схід від Іводзіми) потопив переобладнаний сітьовий загороджувач. Маючи проблеми із безшумним ходом, човен 4 лютого повернувся на атол Мідвей, хоча за первісним планом він у підсумку мав прибути до Фрімантла (база американських підводних сил на західному узбережжі Австралії).

### 2-й похід
Тривав з 15 лютого по 9 квітня 1944-го та завершився прибуттям човна до Фрімантлу. Район бойового патрулювання «Енглер» знаходився на півдні Філіппінського архіпелагу, у міжострівних морях Мінданао та Сулу, при цьому на цей раз човну не вдалось потопити жодного ворожого корабля.

### 3-й похід
3 травня 1944-го «Енглер» вирушив до острова Ява. На цей раз разом зі ще сімома човнами він мав підтримати призначений на 17 травня удар авіаносної авіації по порту Сурабая. Субмарини повинні були атакувати японські судна, котрі спробують покинути порт, надавати допомогу екіпажам збитих літаків, а також попередити можливий вихід японських сил через Зондську протоку та протоку Ломбок до Індійського океану для протидії ударному з'єднанню. Операція в цілому виявилась неочікуваною для японців та пройшла вдало, а «Енглер» під час походу потопив вантажне судно. Невдовзі команда стала страждати від незрозумілого захворювання і 22 травня човен отримав наказ повертатись до Фрімантла. На зворотному шляху ситуація загострилась настільки, що прийняли рішення йти у підводному положенні, оскільки не було можливості забезпечити достатню кількість людей для спостереження за навколишньою ситуацією при надводному русі. Назустріч «Енглеру» спрямували есмінець «Чайлдс» та підводні човни «Флешер» і «Кревейл», один з яких доправив лікаря. 29 травня «Енглер» дійшла до своєї австралійської бази. Причиною захворювання ймовірно стало використання електриком тетрахлорметану або недостатня очистка резервуарів із прісною водою.

### 4-й похід
Почався 21 червня 1944-го, проте за кілька днів під час бункерування в затоці Ексмут човен отримав певні пошкодження під час маневрування, тому був вимушений повернутись для заміни правого гвинта у Фрімантл. Остаточно похід розпочався 29 червня, при цьому «Енглер» повинен був діяти в центральній частині Південно-Китайського моря та біля узбережжя Індокитаю у складі «вовчої зграї» з Flasher та Crevalle. Пізніше човни спрямували до західного узбережжя Лусону, де наприкінці липня «зграя» успішно атакувала великий конвой. Втім, безпосередньо «Енглеру» збільшити свій рахунок не вдалось. У підсумку човен прибув до Фрімантлу 23 серпня.

### 5-й похід
Тривав з 18 вересня до 9 листопада 1944-го та завершився поверненням до Фрімантлу. «Енглер» діяв разом із підводним човном Bluegill в морі Сулу. У середині жовтня «Енглер» потопив вантажне судно в протоці між філіппінськими островами Панай і Міндоро. Через кілька днів корабель зустрів рятувальний човен з 26 японцями. Один офіцер та два унтерофіцери були взяті як військовополонені, тоді як інших відпустили, надавши їм продовольство, воду та вказавши курс до землі. 23 жовтня «Енглер» зустрів конвой транспортних суден, проте, помітивши з'єднання військових кораблів, пройшов за ними. Передана з човна інформація була дуже важливою для американських сил, котрі висадились на філіппінському острові Лейте та готувались до зустрічі з головними силами японського флоту. Перед поверненням на базу, 1 листопада, «Енглер» прийняв з борту підводного човна Hardhead врятованого американського пілота.

### 6-й похід
4 грудня 1944-го човен знов вирушив на бойове чергування, на цей раз до Яванського моря. 13 грудня «Енглер» доручили знайти підводний човен Bergall, який був обстріляний японським есмінцем та втратив здатність до занурення. Наказ передбачав, що «Енглер» прийме екіпаж другої субмарини та затопить її торпедою, проте, коли 15 грудня кораблі зустрілись, командир Bergall вирішив залишитись на човні з мінімальним екіпажем та спробувати врятувати його. В цих умовах «Енглер» став супроводжувати пошкоджений човен, щоб забрати з нього моряків у випадку нової ворожої атаки. Втім, кораблі пройшли понад 3700 км та прибули до бухти Ексмут не стикнувшись з японцями. Після цього «Енглер» через Сайпан та Перл-Гарбор пройшов для ремонту на верфі Bethlehem Steel Company у Сан-Франциско, куди прибув 24 лютого 1945-го.

### 7-й похід
12 червня 1945-го човен знову вирушив на захід Тихого океану, а 27 червня, після бункерування на Сайпані (Маріанські острови) відплив до району на схід від головного японського острова Хонсю. Тут «Енглер» двічі зустрівся з ворожими суднами, при цьому в одному випадку човен не зміг наздогнати супротивника, а в іншому торпедна атака виявилась невдалою. В той же час, сили японців на завершальному етапі війни були вже настільки підірваними, що підводні човни стали залучати до артилерійських обстрілів узбережжя. Зокрема, «Енглер» провів три такі операції: 26 липня були випущені 25 127-мм снарядів по спорудах (зокрема, маяк і радіовежа) на острові Кінкасан (лежить біля узбережжя Хонсю неподалік від міста Сендай); 31 липня 50 таких же снарядів використали для обстрілу промислового майданчику в Томакомай (південне узбережжя Хоккайдо); 1 серпня 23 127-мм та по три сотні 40-мм і 20-мм снарядів випустили по стоянці човнів (в останньому випадку у обстрілі також взяли участь підводні човни «Сі Почер» і «Тонрбак»). Похід завершився прибуттям на Мідвей 9 серпня 1945-го, за кілька днів до капітуляції Японії.

## Післявоєнна доля
У лютому 1946-го човен вивели в резерв, потім повернули його на службу навесні 1951-го, а у жовтні наступного року відправили на верф General Dynamics Electric Boat в Гротоні для переобладнання у спеціалізовану субмарину — мисливця за іншими підводними човнами. В межах модернізації демонтували один з чотирьох дизельних двигунів та використали звільнене місце для встановлення особливого сонара.
«Енглер» продовжував активно використовуватись до 1968 року, взяв участь у численних навчаннях, а також виконував роль навчального корабля.
15 грудня 1971 року човен виключили з військово-морського регістру, а 1 лютого 1974 року продали на злам.

## Спеціальні завдання
Під час другого бойового походу «Енглер» отримав завдання зняти групу цивільних з острова Панай (в центральній частині Філіппінського архіпелагу, на північний схід від моря Сулу), де японці провадили каральні операції проти місцевого населення. Човен зміг розшукати та прийняти групу з 58 чоловіків, жінок та дітей, яких розмістили у передньому та задньому торпедних відсіках.
Поява додаткових людей на борту примусила обмежити раціон двома прийомами їжі на добу. При цьому під завершення походу багато з пасажирів та членів команди почали відчувати нудоту, причиною якої, за припущенням командира, було забруднення резервуарів із питною водою. Можливо відзначити, що симптоми захворювання проявились серед екіпажу і в наступному поході, причому остаточно не вдалось з'ясувати, чи були вони пов'язані з неякісною водою, а чи з узятими на борт хімікаліями для чистки.

## Бойовий рахунок
| Дата       | Назва       | Тип                                  | Тоннаж | Місце            |
| 29.01.1944 | Сюко Мару   | переобладнаний сітьовий загороджувач | 889    | 23°07'N 142°27'E |
| 20.05.1944 | Оторі-Мару  | вантажне                             | 2105   | 5°40'S 105°27'E  |
| 14.10.1944 | Нанрей Мару | транспорт                            | 2407   | 11°53'N 121°39'E |